# Víctor Balaguer

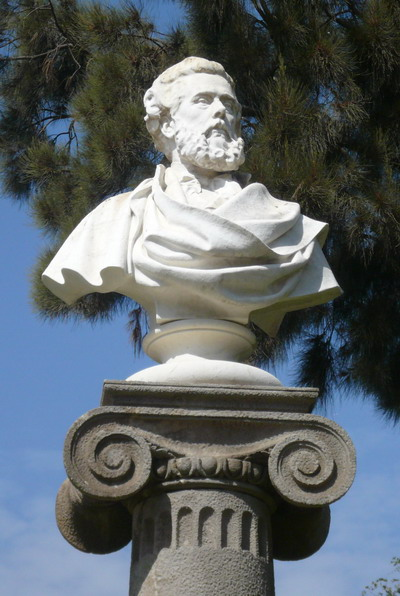
Byst föreställande Víctor Balaguer i Ciudadela-parken i Barcelona.

Víctor Balaguer i Cirera, född 11 december 1824 i Barcelona, död 1901 i Madrid, var en spansk (katalansk) skald, historiker och politiker.
Balaguer var en av de ivrigaste förkämparna för den nykatalanska kulturrörelsen. Han har på katalanska skrivit lyriska dikter och tragedier. Felipe Pedrell har skrivit musik till hans verk Los Pirineros.

### Svenska översättningar
- Columbus (översättning Göran Björkman, Uppsala: Akademiska bokhandeln, 1892)
- Romeo och Julia (Las esposallas de la morta) (översättning Edvard Lidforss, Ad. Bonnier, 1894)
- Coriolanus: tragedi (översättning Göran Björkman, Samson & Wallin, 1896)